# Phyllanthus ramosus
Phyllanthus ramosus là một loài thực vật có hoa trong họ Diệp hạ châu. Loài này được Vell. miêu tả khoa học đầu tiên năm 1831.